# Бенджамин Спок
Бенджамин Маклейн Спок (на английски: Benjamin McLane Spock) е американски педиатър, известен още като доктор Спок.
Неговата книга „Грижи за бебето и детето“, публикувана през 1946 г., е сред най-големите бестселъри за всички времена. Революционното му послание към майките е „Ти знаеш повече, отколкото си мислиш, че знаеш“.
Спок е първият педиатър, който учи психоанализа, за да опита да разбере нуждите на едно дете и динамиката в семейството. Неговите идеи относно грижите за детето повлияват на поколения родители да бъдат по-гъвкави и нежни с децата си и да се отнасят с тях като с личности. При едно прохождащо дете дотогава възприетият възпитателен подход е да се обърне внимание на дисциплината при обучението му, с постулати от типа: „за да не се разглезва детето, ако плаче – никакво гушкане“.

## Биография

### Произход и образование
Роден е на 2 май 1903 година в Ню Хейвън, Кънектикът, САЩ, в семейството на юрист в железопътна компания. Родителите му поверяват задачата да помага в отглеждането на петте му полубратя и полусестри.
Получава висше образование в Йейлския университет, където става член на тайните университетски общества „Scroll and Key“ и „Zeta Psi“. Спок е академичен гребец, който печели златен медал на Летните олимпийските игри в Париж през 1924 г. Целият екип, с който печели златния медал, е съставен от възпитаници на Йейл, сред които е и Джеймс Стилман Рокфелер, капитан на екипа.
Спок получава медицинско образование в Колежа за лекари и хирурзи на Колумбийския университет в Ню Йорк, като завършва като първенец на випуск 1929 г. Изкарва стаж по педиатрия в медицинския колеж „Вайл Корнел“ на Университета „Корнел“ в Манхатън и стаж по психиатрия в психиатричната клиника „Пейн Уитни“ към същия университет.
По време на Втората световна война служи като психиатър в запасната част на Военноморския флот на САЩ, където се издига до чин майор. След края на войната работи като професор в медицинското училище на Университета на Минесота, в Питсбъргския университет и в Университета Кейз Уестърн Ризърв в Кливлънд, Охайо.

### Политика
Бенджамин Спок развива много активна политическа и обществена дейност. През 1957 г. е сред учредителите на Комитета за чиста атомна политика (The Committee for a SANE Nuclear Policy). Той действа открито и активно като член на движението към края на войната във Виетнам.
През 1967 г. Спок е номиниран за вицепрезидент в кандидат-президентска двойка с Мартин Лутър Кинг, по време на една Национална конференция в Чикаго.
През 1968 г. Спок и четирима други (сред които и преподобния Уилям Слоун Кофин) биват набелязани от главния прокурор Ремзи Кларк и обвинени в заговор за настояване, подпомагане и подстрекателство на съпротивата срещу военната повинност. Спок и трима от набедените съконспиратори биват признати за виновни и осъдени (въпреки че никога не са били заедно). Спок обаче не излежава присъдата си. След обжалване, федералният съд отменя присъдата през 1969 г.
Спок е кандидат на Народната партия на САЩ на президентските избори през 1972 г. Неговата предизборна платформа включва безплатно здравеопазване, анулиране на законите, свързани със съдебното определение „престъпление без жертва“, включително легализиране на абортите, на хомосексуализма и на марихуаната, гарантиране на минимален доход на семействата, както и незабавно изтегляне на всички американски войски, намиращи се в чужди държави.
През 70-те и 80-те години участва в манифестации и чете лекции срещу атомните оръжия и срещу орязване на бюджета на програмите за социално подпомагане.

### Семейство
През 1927 г. Спок се жени за Джейн Чейни, имат двама сина – Майкъл и Джон. Джейн му помага много в проучванията и писането на бестселъра „Грижи за бебето и детето“. Въпреки разпространения слух, синът на д-р Спок не се е самоубил. Майкъл е бивш директор на Музея на децата в Бостън, а Джон е собственик на строителна фирма. От членовете на семейството има един, който се е самоубил – внукът му Питър (на 25 декември 1983 г.). На 22-годишна възраст Питър скача от покрива на Музея на децата. Той от дълги години е болен от шизофрения. Бенджамин и Джейн се развеждат през 1976 г.
Спок е запален мореплавател. Притежава платноход на име „Карапейс“ (раковина) на Британските Вирджински острови, с която често посещава яхтклуба на Петер Айлънд. Има и вила в Мейн и апартамент на Медисън Авеню в Манхатън.
През 1976 г. Спок се жени за втори път. Втората му съпруга, Мери Морган, е асистентка в подготовката на речи и организацията на семинари. Двамата си построяват дом близо до Роджърс, Арканзас, в близост до езеро, на което Спок гребе рано сутрин. В първия си брак Мери е омъжена за лекар. Тя се адаптира бързо към начина на живот на Бенджамин, към честите пътувания и политическата му активност. Тя бива многократно арестувана заедно с него поради участие в гражданско неподчинение. Мери помага на Спок да преработи през 1976 г. „Грижи за бебето и детето“, като трансформира изказа в не-сексистки, както и допринася за други съществени промени. И двамата полагат значителни усилия, за да се приспособят към живота на другия.
Той научава много за ролята на доведен баща от Вирджиния, дъщерята на Мери, която е на 11 години при запознаването им. Спок я съпровожда до брачния олтар по време на църковната церемония, според биографиите му.
След дълга битка с рака, Спок умира на 15 март 1998 г. в наетия му дом в Ла Хоя, Калифорния, на 94-годишна възраст. Разходите за лечение изчерпват голяма част от състоянието му.

## „Грижи за бебето и детето“
Спок публикува през 1946 г. книгата „Грижи за бебето и детето“ (в оригинал The Common Sense Book of Baby and Child Care), която става дългогодишен бестселър. Според Книгата на рекордите на Гинес, тя надминава по продажби всички останали книги в категория извън фантастиката, като се нарежда на второ място след Библията. Благодарение на хонорарите от нея, Спок става доста заможен. По-късно Спок написва още три книги, посветени на отглеждането и възпитанието на децата.
Идеите, защитавани от д-р Спок в началото са подкрепяни от малцина. Постепенно те срещат все по-добър прием, а на края водят и до пълен обрат в разбиранията на експертите. Преди родителите биват съветвани да учат децата си от бебета да спят съобразно строг режим, а когато плачат, никога да не ги взимат на ръце, за да не ги разглезват и да не ги отучват да спят през нощта (идея, заимствана от бихейвиоризма). В противен случай се е смятало, че вземането на ръце, целуването и прегръщането няма да ги подготви да са силни и независими индивиди в един суров свят. Спок окуражава родителите да приемат децата си като личности, вместо да прилагат един и същ аршин към всичките.

В първото издание на „Грижи за бебето и детето“ Спок препоръчва обрязването, в унисон с практиката в семействата в Бостън по това време (въпреки че самият Спок не е обрязан). По-късно обаче, в шестото издание (1985 г.), Спок променя мнението си и пише по въпроса за обрязването на здрави деца следното:
| „ | Нищо не оправдава тази операция, освен в качеството ѝ на религиозен ритуал. Така че строго препоръчвам да се оставя препуциума непокътнат. Родителите трябва да настояват да им се дадат убедителни доказателства за нуждата от обрязване. Аз лично не познавам такива. | “ |

В късните си години Спок пише книгата „Д-р Спок за Виетнам“ и става съавтор (заедно със съпругата си) на книгата „Спок за Спок“, в която споделя отношението си към стареенето: „Отлагай и отричай“.

### Поза на спане и синдромът на внезапната детска смърт
Спок застъпва становището, че новородените не трябва да бъдат слагани да спят по гръб. В коментара си в изданието на „Грижи за бебето и детето“ от 1958 г. той пише: „Ако кърмачето повръща, вероятността да се задуши от повърнатото е голяма“. Този съвет оказва изключително силно влияние на здравните съветници, които почти единодушно подкрепят тази практика до 90-те години. По-късни емпирични изследвания обаче показват, че по този начин рискът от синдромът на внезапната смърт при новородените нараства, ако те спят по корем. Привържениците на медицината, основана на научния метод, използват този пример в подкрепа на значението здравните съвети да се основават на статистически наблюдения и доказателства. Според едно изследване, не по-малко от 50 000 смъртни случаи при новородени в Европа, Австралия и САЩ, е можело да бъдат предотвратени, ако въпросният съвет на доктор Спок е бил променен още през 1970 г., когато стават известни първите доказателства в полза на противоположната практика.
Въпросът за влиянието на позата на спане върху смъртността при новородените е все още е твърде дискусионен. Множество други фактори оказват по-голямо въздействие, отколкото позата на спане, като например постилката, на която спи бебето, дали спи само̀ или с друг човек и особено дали майката е пушачка. Като соломоново решение специалистите в България препоръчват да се избягва бебето да спи и по гръб и по корем, а само настрани.

## Грижи за бебето и детето
- Спок, Бенджамин. Грижи за бебето и детето.   София, Медицина и физкултура, 1979. с. 536.